# 多瑟尔
多瑟尔是德国莱茵兰-普法尔茨州的一个市镇。总面积7.20平方公里，总人口184人，其中男性94人，女性90人（2011年12月31日），人口密度26人/平方公里。